# Anke Feiler-Kramer

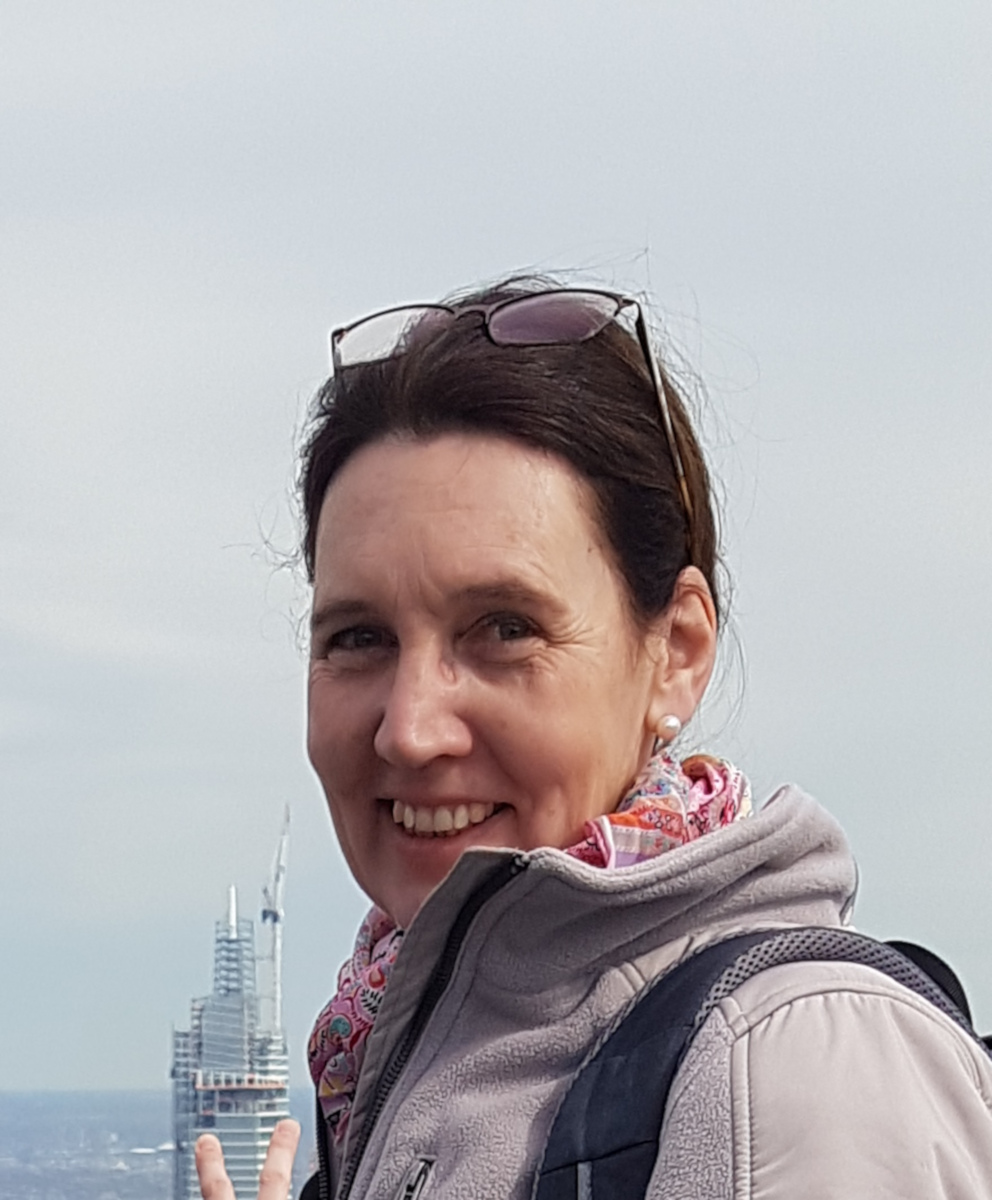
Anke Feiler-Kramer (2023)

Anke Feiler-Kramer (* 1967 in Bielefeld) ist eine deutsche Archäologin, Betriebswirtin (IWW) und Freischaffende Künstlerin.

## Leben und beruflicher Werdegang
Anke Feiler-Kramer besuchte die Hans-Ehrenberg-Schule in Sennestadt. Nach dem Abitur studierte sie von 1987 bis 1992 Ur- und frühgeschichtliche Archäologie, Klassische Archäologie und Geologie an der Universität Freiburg. Im selben Jahr wechselte sie an die Universität Kiel. Im Jahr 1993 erfolgte ein erster Abschluss als Magister Artium, 1994 promovierte sie über die Genese der Stadt Kiel.
Von 1996 bis 1998 erarbeitete Anke Feiler-Kramer im Rahmen eines Post-Doc-Stipendiums einen Katalog frühmittelalterlicher Burgen im nordalbingischen Sachsen. Von 2002 bis 2004 erstellte sie für das Stadtmuseum Schleswig die weitgehend auf digitalen Rekonstruktionen und animierten Sequenzen beruhende Dauerausstellung Sliesthorp-Haithabu-Schleswig. Von 2004 bis 2008 bearbeitete sie beim Archäologischen Landesamt Schleswig-Holstein den Antrag zur Aufnahme des Danewerks und der wikingerzeitlichen Siedlung Haithabu für die Liste des UNESCO-Welterbes. In dieser Zeit erreichte sie im Fernstudium bei der Fernuniversität in Hagen einen Abschluss als Betriebswirtin (IWW). Im Anschluss wechselte sie als Stellvertretende Pressesprecherin zur Universität Kiel. Im Rahmen dieser Aufgabe entwickelte sie das Projekt museen am meer, das seither die Präsentation der acht Kieler Museen zusammenfasst und bewirbt. Von 2013 bis 2019 war sie Geschäftsführerin von Präsidium und Senat der Europa-Universität Flensburg.
Im Jahre 2011 erkannte sie die ehemalige Grönsfurt durch die Eider bei Fockbek als jenen Ort, an dem im Jahre 811 n. Chr. Friedensverhandlungen zwischen dem Reich der "Dani" und dem Karolingischen Reich stattgefunden haben.
Anke Feiler-Kramer ist verheiratet mit dem Archäologen Willi Kramer; sie hat zwei Kinder.

## Freischaffende Künstlerin

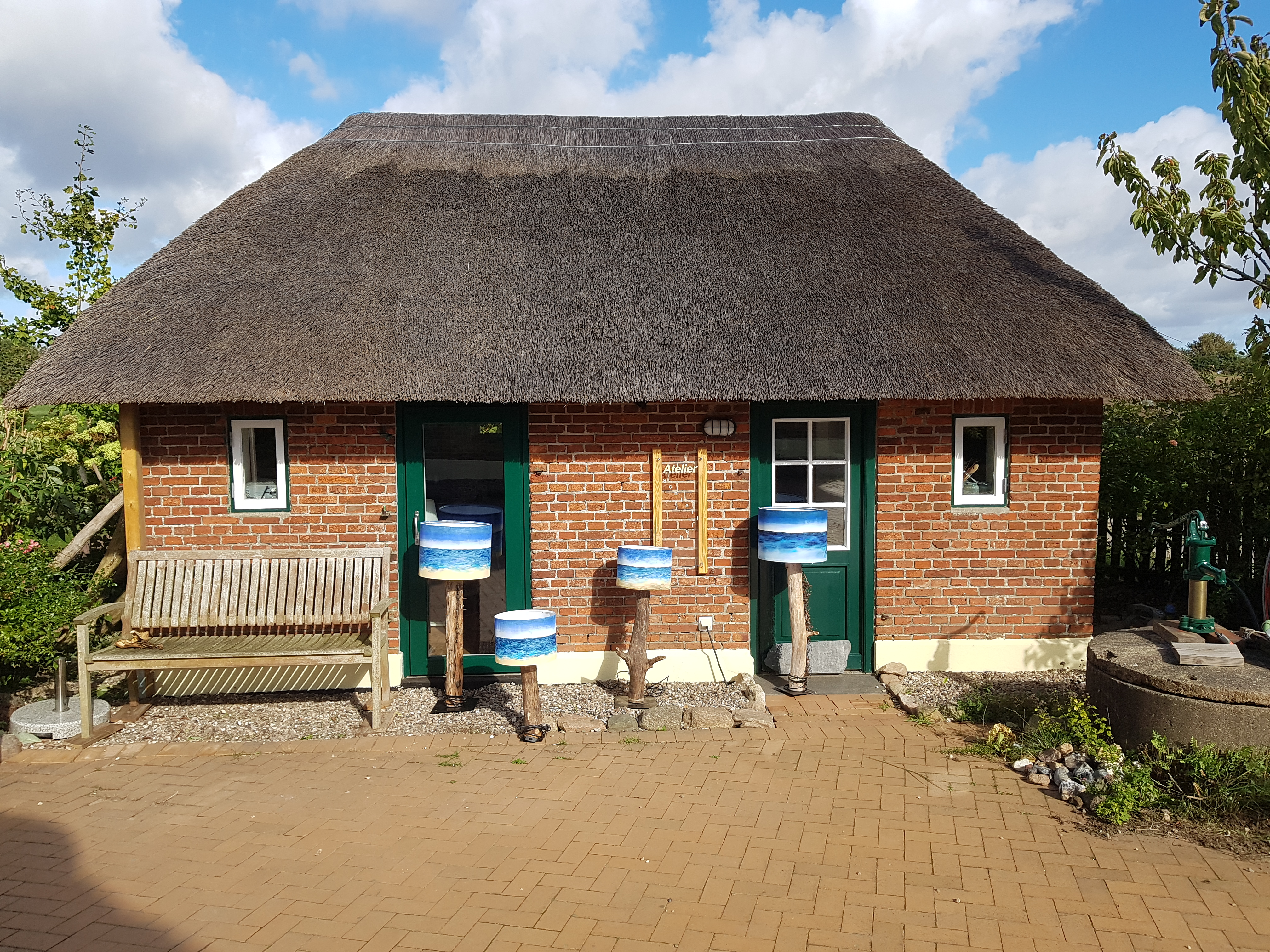
Anke Feiler-Kramers Atelier am Ostseefjord Schlei

Seit 2020 ist Anke Feiler-Kramer als freischaffende Künstlerin tätig. Sie gründete das Atelier Schleilichter in ihrem am Ostseefjord Schlei gelegenen Wohnort.
Ihr Repertoire an Kunst und Kunsthandwerk ist vielfältig. So dienen Strandgutfunde von angeschwemmtem Holz dazu, Holzskulpturen und Holzlampen nach individuellen Maßgaben zu bauen. Alle Lampen sind Unikate mit handbemalten und bedruckten Schirmen. Ein Schwerpunkt der Künstlerin liegt auf verschiedenen Drucktechniken wie Linolschnitt, Lithografie, Monotypie und Radierung.
Anke Feiler-Kramers Kunst ist geprägt von der maritimen Landschaft der Schlei und Ostsee und spiegelt den Wechsel der Farben des Wassers, des Himmels und des Waldes wider. Von Meeresmotiven abgeleitete Keramikobjekte runden ihr Schaffen ab. Seit 2020 ist Anke Feiler-Kramer Mitglied im Kunstverein Natur und Kultur Carlshöhe e.V., Eckernförde. Sie nimmt an zahlreichen Ausstellungen und Präsentationen teil. Seit 2022 bietet die Künstlerin in ihrem Atelier Kurse in Drucktechniken unter www.schleilichter.eu an.

### Ausstellungen
2021-2023:
- 6. November 2021 bis 1. Februar 2022: Teilnahme mit Lampen, Keramiken und Gemälden an der Galerie-Ausstellung „Wir stellen aus, 34 Künstler*innen zeigen in 4 Galerien ihre Werke“ sowie „Achtung - Kunst“ von Natur & Kultur Carlshöhe e.V. (www.nakuev.de) in der Holmpassage Flensburg.
- 3. November 2021 bis 29. Dezember 2021: Licht-Holz-Installation „Drei Schleiaugen“. Vereinsausstellung von Natur & Kultur Carlshöhe e.V. (www.nakuev.de)  „LICHT“ in der Galerie Carlshöhe, Eckernförde.

2022
- 27. November 2022: Teilnahme an der Weihnachtsausstellung der Ev.-Luth. Melanchton-Kirchengemeinde in Hamburg-Groß Flottbek.
- 12. November 2022: Teilnahme an der Nacht des Offenen Ateliers auf der Carlshöhe, Eckernförde, durch naku e.V. ab 17:00 Uhr im Atelier Regine Hahn.
- 4. Oktober 2022 bis 4. November 2022: Vitrinen-Präsentation im Rathaus Eckernförde durch naku e.V.
- 2.-4. September 2022: Kunst- und Kulturfest im Kurpark Eckernförde - Präsentationen.
- 18. und 19.6.2022: Offener Garten - Offenes Atelier. Teilnahme an der Aktion Offener Garten für Schleswig-Holstein und Hamburg www.offenergarten.de.
- 25.3.2022 bis 15.8.2022: Einzelausstellung „Schleilichter - Kunst von Schlei und Ostsee“ in der Alten Schule / Laurentia, Kosel.

2023
- 18. März bis 1. April 2023: HafenArt Eckernförde: Ausstellung bei Conny Haare & Make Up, Eckernförde.
- 17. und 18. Juni 2023: Aktion „Offener Garten 2023“, Offenes Atelier.

## Publikationen
Monografien
- Stand der archäologischen Mittelalterforschung in Schleswig-Holstein. Magisterarbeit, Universität Kiel 1993 (ungedruckt).
- Die Entwicklung Kiels von der Frühen Stadt zur mittelalterlichen Stadt. Auswertung der archäologischen Ausgrabungen (1989–1991) in der Altstadt von Kiel. Hrsg.: Institut für Ur- und Frühgeschichte der Christian-Albrechts-Universität zu Kiel. Verlag Dr. Rudof Habelt. Bonn 1996 ISBN 978-3-7749-2745-2.
- mit Uwe Albrecht (Hrsg.): Stadtarchäologie in Kiel: Ausgrabungen nach 1945 in Wort und Bild. Mit Beiträgen von Julian Wiethold und Gerhard Dehning. Gesellschaft für Kieler Stadtgeschichte, Sonderveröffentlichungen der Gesellschaft für Kieler Stadtgeschichte Bd. 30, Wachholtz Verlag, Neumünster 1997, ISBN 978-3-529-04994-1.

Einzelbeiträge
- Das Kloster Reinbek. Die Keramik der Grabungen 1985–1987. In: Offa Bd. 53 (1996) 295-316
- Archäologische Erkenntnisse zum Handel in der frühen Stadt und der mittelalterlichen Stadt Kiel. In: Manfred Gläser (Hrsg.): Lübecker Kolloquium zur Stadtarchäologie im Hanseraum II: Der Handel. Schmidt-Römhild, Lübeck 1999, S. 207–213. ISBN 978-3-7950-1236-6. (http://opac.regesta-imperii.de/id/206830)
- Stand, Aufgaben und Perspektiven der Archäologie in Kiel. In: Manfred Gläser (Hrsg.): Lübecker Kolloquium zur Stadtarchäologie im Hanseraum I, Schmidt-Römhild, Lübeck 1997  S. 195–203.
- Anke Feiler, Willi Kramer. Beobachtungen über vorgeschichtliche und mittelalterliche Meeresspiegelhöhen in Kiel. In: Archäologische Nachrichten aus Schleswig-Holstein Bd. 4/5 (1994) 64-69.
- Die Befestigung der Stadt Kiel im Mittelalter. In: Volker Arnold (Hrsg.): Wall und Graben. Befestigungen von der Steinzeit bis ins Mittelalter. Schleswig 1997, 75-83.
- Kiels Stadtbefestigung im Mittelalter: Von der hölzernen Palisadenwehr zur Ziegelsteinmauer In: Stadtarchäologie in Kiel. Neumünster 1997 S. 23–30.
- Als die Franziskaner über die Elbe kamen: nordelbische Bettelordensklöster und Stadtgründungen des 13. Jahrhunderts, dargestellt am Beispiel Kiels. In: Mitteilungen der Deutschen Gesellschaft für Archäologie des Mittelalters und der Neuzeit Bd. 5, 1994/95, 22 (Digitalisat).
- Die hölzerne Stadtbefestigung Kiels: ein Vorbericht. In: Archäologische Nachrichten aus Schleswig-Holstein Bd. 4/5 (1994) S. 47–51
- Untersuchung eines Schiffswracks auf Belum-Sand, Kreis Cuxhaven (Niedersachsen). In: Nachrichtenblatt Arbeitskreis Unterwasserarchäologie Bd. 1 (1994) 4-5
- Neue Ergebnisse stadtarchäologischer Forschung in Kiel. In: Archäologie in Schleswig Bd. 3 (1993) 67-71.
- Vor 1200 Jahren an der Grönsfurt bei Fockbek: „super fluvium Egidoram in loco qui vocatur..., ... sacramentis pax confirmatur“ (am Flusse Eider an einem Ort, der ... genannt wird, ist der Frieden beeidet worden). In: Rendsburger Jahrbuch Bd. 61 (2011) 7-28.
- mit Willi Kramer, „Sliesthorp - Haithabu - Schleswig“: eine neue Dauerausstellung im Stadtmuseum Schleswig. In: Beiträge zur Schleswiger Stadtgeschichte Bd. 50 (2005)  7-10